# Neugrabenflöße
Die Neugrabenflöße, auch Floßgraben (tschechisch Flájský plavební kanál bzw. Nový plavební kanál), war ein etwa 18 km langer Floßgraben aus dem 17. Jahrhundert im Erzgebirge. Sie diente zum Flößen von Holz für den Bergbau und das Hüttenwesen. Von der Flöha bei Fleyh (Fláje) führte sie bis zur Freiberger Mulde bei Clausnitz.

## Verlauf

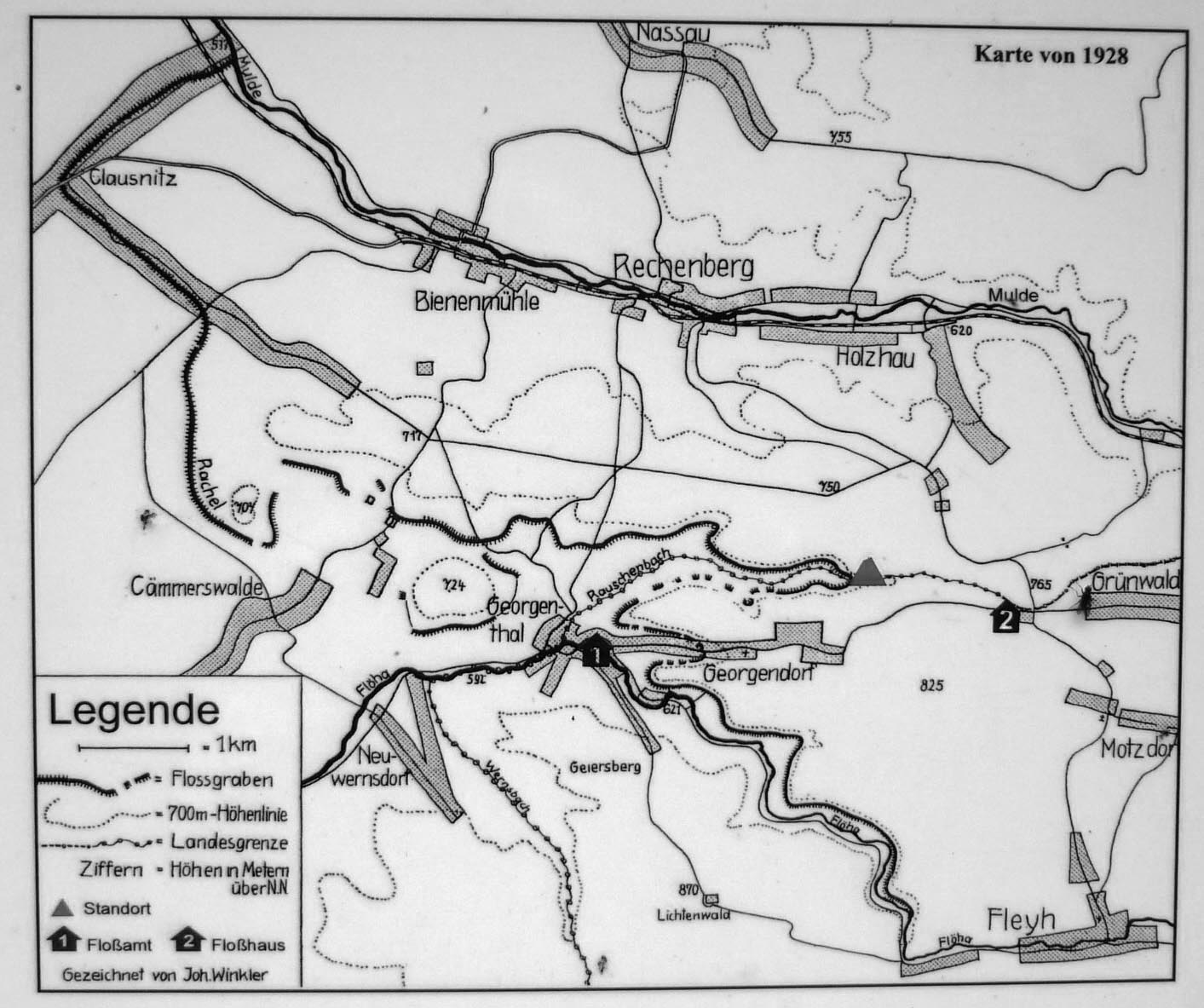
Karte des ehemaligen Floßgrabens

Von Fleyh beginnend führte der Graben etwa 3,5 km in nordwestliche Richtung bis zum östlichen Ortsende Böhmisch Georgenthals (Český Jiřetín). Hier änderte er seine Richtung um fast 180° und führte etwa 3 km nach Osten ins Rauschenbachtal. Nach Überquerung des Rauschenbaches und der tschechisch-deutschen-Grenze führte er wieder nach Westen. Nördlich von Cämmerswalde wird die Wasserscheide zwischen Flöha und Freiberger Mulde überquert. Von da an führt der Graben in nördliche Richtung durch Clausnitz und mündet schließlich nach etwa 18 km am südöstlichen Ende von Clausnitz in die Rachel.

## Geschichte

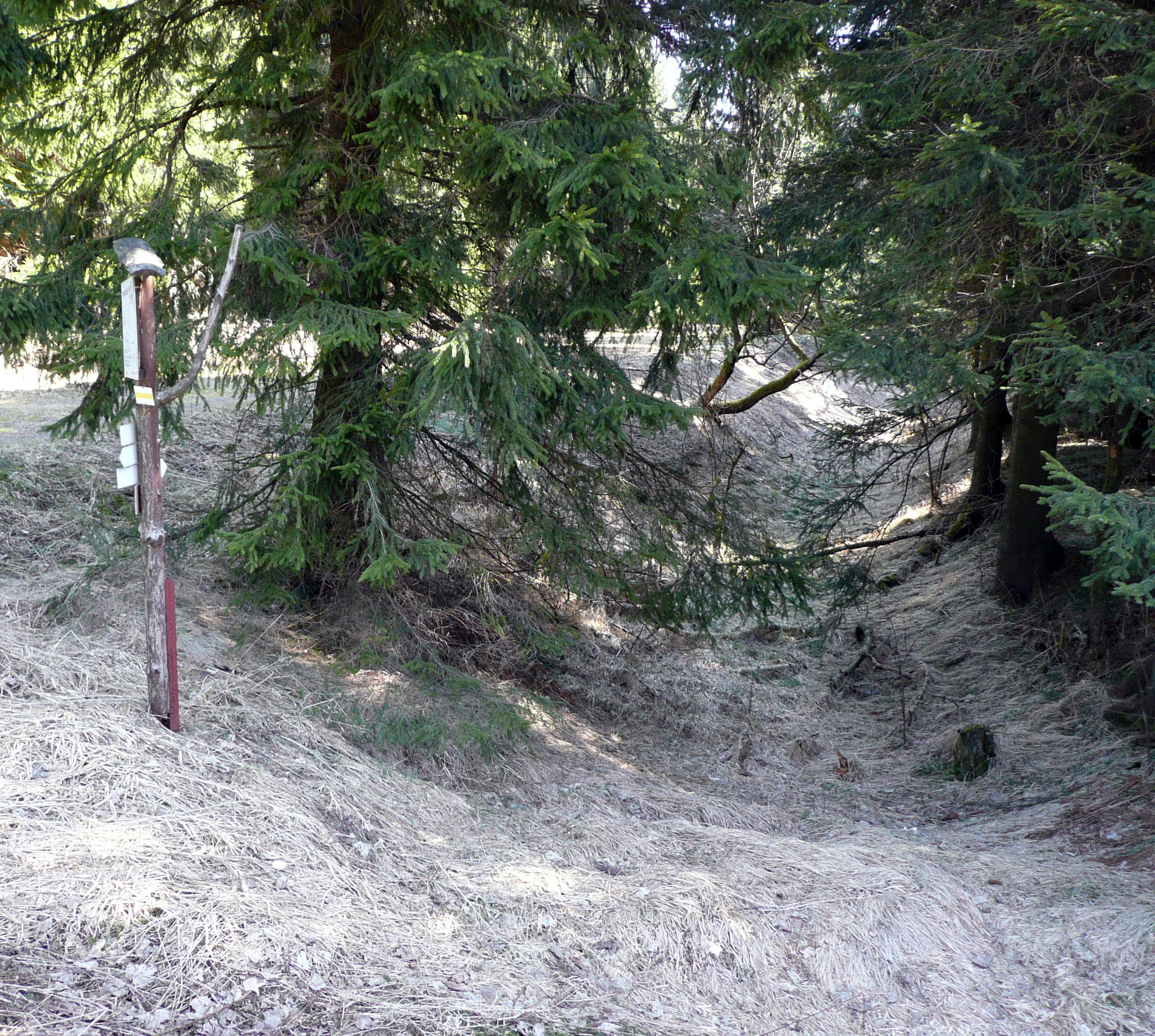
Neugrabenflöße im Abschnitt zwischen Deutschgeorgenthal und Cämmerswalde

Der Graben wurde in den Jahren 1624–1629  auf Veranlassung der Herren von Lobkowicz in Böhmen und von Schönberg in Sachsen erbaut. Auftraggeber war der sächsische Kurfürst Johann Georg I. Bereits 1569 erfolgten durch den kursächsischen Oberbergmeister Martin Planer erste Planungen für einen Floßgraben vom Quellgebiet der Flöha zur Freiberger Mulde, welcher die Wasserscheide zwischen beiden Flusseinzugsgebieten überwinden musste. Doch erst im 17. Jahrhundert entstand die Neugrabenflöße nach neuen Plänen des Oberhüttenverwalters Friedrich Lingke. Sitz des Floßamtes war Georgenthal, zudem befand sich am Betteleck ein Floßhaus.
Der Floßgraben diente fast 250 Jahre lang der Beförderung von Rohholz vom damaligen Fleyh in das Freiberger Bergbaurevier. Mit der Errichtung der Eisenbahnverbindung von Freiberg nach Brüx (Most) wurde die Flößerei auf dem Graben eingestellt.

## Einstellung des Bergbaus und Gegenwart
Nach Einstellung des Bergbaus versorgte der Graben noch bis in die 1940er-Jahre die Georgendorfer Papierfabrik mit Aufschlagwasser. Der Besitzer der Papierfabrik ließ als Touristenattraktion Ende der 1870er Jahre einen ca. 70 m hohen Wasserfall anlegen. Nach Schließung der Fabrik geriet auch der Kanal in Vergessenheit. Heute sind große Teile des Grabens verfüllt bzw. eingeebnet. Seit dem Jahre 2013 existiert ein grenzüberschreitender Lehrpfad entlang des Grabens, der abschnittsweise auch wieder Wasser führt und den Wasserfall speist. 

## Besonderheiten

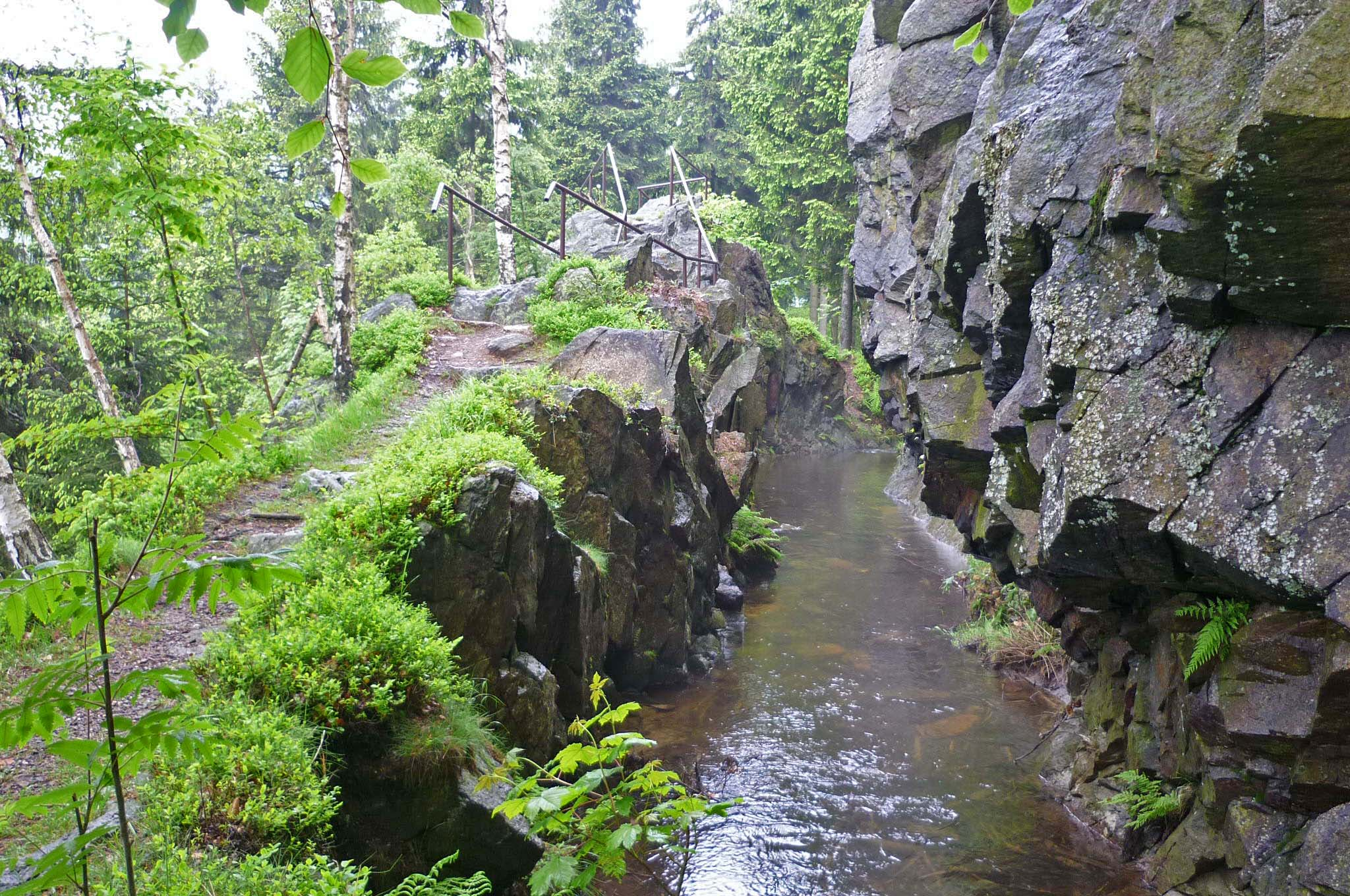
Felsdurchbruch des Floßgrabens mit neuer Wasserführung

Kurz hinter Fláje ist der Graben in steiler Hanglage angelegt und mitunter in Fels gehauen. Auch überquert der Graben mehrere Wasserläufe auf der Strecke bis Clausnitz, so nach etwa 6,5 km den Rauschenbach und die hier verlaufende tschechisch-deutsche Grenze.